# Purgatorio - Canto dodicesimo

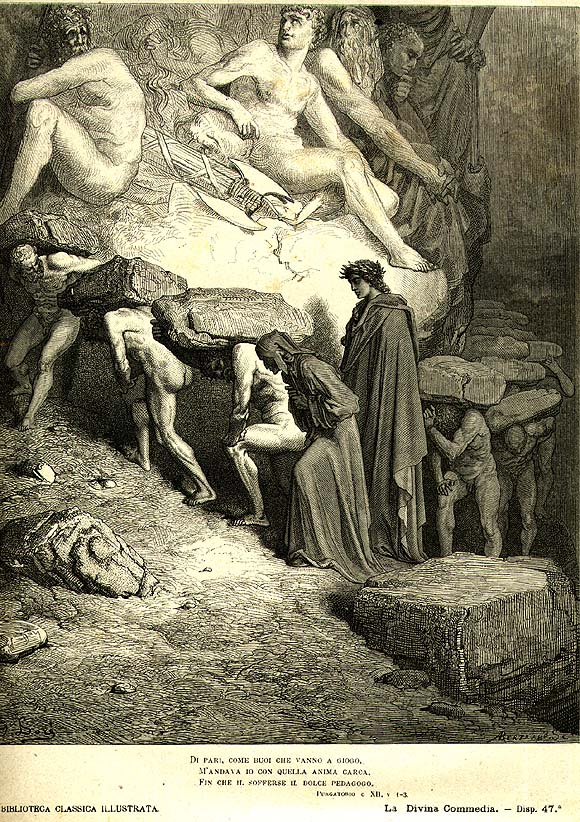
I superbi, illustrazione di Gustave Doré

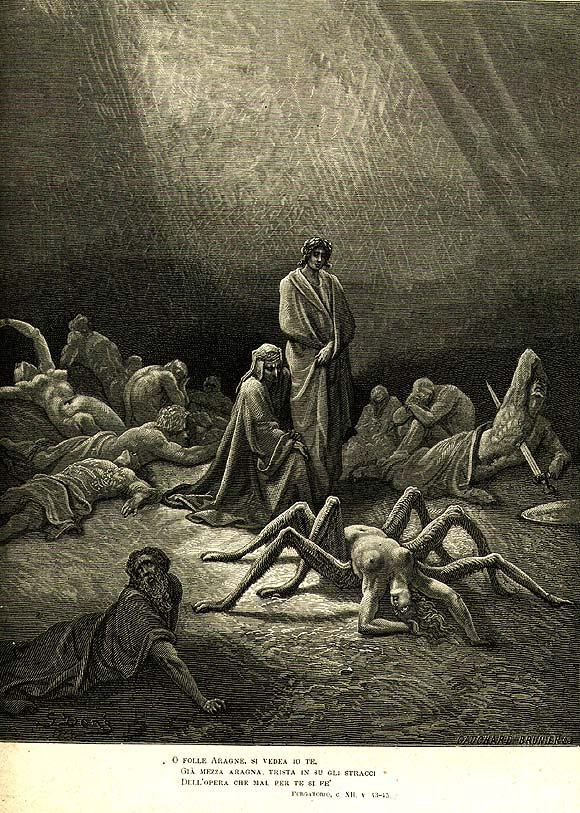
Aracne, illustrazione di Gustave Doré

Il canto dodicesimo del Purgatorio di Dante Alighieri si svolge sulla prima cornice, ove espiano le anime dei superbi; siamo a mezzogiorno dell'11 aprile 1300 (Lunedì dell'Angelo), o secondo altri commentatori del 28 marzo 1300.

## Incipit
(Anonimo commentatore dantesco del XIV secolo)

## Temi e contenuti
- Esempi di superbia punita - versi 1-72
- L'angelo dell'umiltà - vv. 73-99
- Salita al secondo cerchio - 100-136

## Sintesi

### Esempi di superbia punita
Dante continua il suo cammino a fianco di Oderisi da Gubbio, mantenendosi in posizione curva come lui, finché Virgilio non lo esorta a rialzarsi e ad osservare ciò che sta calpestando. Dante introduce una similitudine con le "tombe terragne", ovvero le sepolture collocate nel pavimento delle chiese, decorate spesso da figure che ricordano il defunto. Sotto i suoi piedi infatti vi sono scene scolpite con grande arte. Si tratta di episodi nei quali la superbia è punita in modo esemplare. Il primo esempio (vv.25-27) è Lucifero che precipita dal cielo; seguono esempi tratti dalla mitologia: il gigante Briareo colpito dal fulmine di Giove (vv.28-30) e Apollo, Pallade e Marte che contemplano orgogliosi la strage di giganti (vv. 31-33).
Poi un alternarsi di esempi biblici e mitologici: Nembrot costruttore della torre di Babele; Niobe, madre troppo orgogliosa dei suoi quattordici figli; Saul sconfitto e suicida perché insuperbito del potere che Dio gli aveva concesso; Aracne, tessitrice tanto arrogante da sfidare Minerva; Roboamo, re d'Israele che provocò con i suoi soprusi la rivolta del popolo.
La serie dei riquadri scolpiti continua: Erifile uccisa dal figlio Alcmeone; l'empio Sennacherib re d'Assiria ucciso dai figli; la testa mozzata del crudele re Ciro II di Persia immersa in un otre di sangue; la fuga degli Assiri con il corpo di Oloferne, decapitato da Giuditta.
Infine, esempio emblematico di superbia punita, le rovine fumanti di Troia. Dante aggiunge che l'arte profusa in queste scene era di uno sbalorditivo realismo e conclude la descrizione con un'invettiva sarcastica contro i superbi "figliuoli d'Eva".

### L'angelo dell'umiltà
Il cammino percorso è stato maggiore di quanto Dante, assorto, potesse credere; Virgilio infatti lo invita a osservare l'angelo che si sta avvicinando e a disporsi in atteggiamento di rispetto. L'angelo, vestito di bianco e con viso splendente, apre le braccia e le ali, ed invita i due pellegrini ad accostarsi ai gradini che segnano il passaggio. Vi è infatti un'apertura nella roccia, per cui Dante passa mentre l'angelo gli batte le ali sulla fronte.

### Salita alla seconda cornice
La salita alla seconda cornice è agevolata da una scala che ricorda a Dante quella che da Firenze porta a San Miniato, anche se è molto più stretta; mentre Dante e Virgilio salgono, si ode un dolce canto: Beati pauperes spiritu! (la beatitudine evangelica).
Sentendosi più leggero del solito, il poeta ne chiede la ragione a Virgilio, il quale spiega che si sentirà sempre più leggero a mano a mano che le P che ha ancora sul viso saranno cancellate dagli angeli dei vari gironi. Dante istintivamente si tocca la fronte e scopre di aver solo sei delle sette P che l'angelo guardiano del Purgatorio gli aveva inciso con la spada. La P che indicava la superbia è stata cancellata dalle ali dell'angelo.

## Analisi
Il canto conclude la triade dedicata alla superbia, costruita in modo simmetrico: nel X gli esempi di umiltà premiata, nell'XI gli incontri con tre personaggi rappresentativi del peccato di superbia, in questo XII gli esempi del vizio punito. Ritorna l'eccellenza dei rilievi; qui però, a differenza del canto X, le figure sono tratteggiate più rapidamente e inserite in una successione di anafore: Vedea...(quattro volte), O...(quattro volte), Mostrava...(quattro volte). I rilievi sono espressamente accostati alle "tombe terragne" che all'epoca si trovavano nelle chiese: inevitabile riconoscere l'accenno al tema della morte, quindi della caducità di ciò che è umano, largamente espresso nel canto XI.
La seconda metà del canto è invece occupata dalla ripresa della ritualità tipica del Purgatorio, con l'apparizione di un angelo, che invita Dante al passaggio verso la cornice superiore e gli percuote la fronte con un colpo d'ala. La sensazione di maggiore facilità e leggerezza di Dante nel salire viene spiegata da Virgilio con la cancellazione di una delle sette P che sulla fronte di Dante indicano i peccati di cui si è macchiato. Evidente il significato allegorico: il cammino di purificazione compiuto da Dante nel girone dei superbi lo ha liberato dalle tracce del peccato, quindi reso interiormente più libero.